# Waroona
Waroona är en ort i Australien. Den ligger i kommunen Waroona i regionen Peel och delstaten Western Australia, omkring 99 kilometer söder om delstatshuvudstaden Perth. Antalet invånare är 2 476.
Runt Waroona är det mycket glesbefolkat, med 4 invånare per kvadratkilometer.. Waroona är det största samhället i trakten.
Trakten runt Waroona består till största delen av jordbruksmark. Genomsnittlig årsnederbörd är 1 043 millimeter. Den regnigaste månaden är maj, med i genomsnitt 187 mm nederbörd, och den torraste är februari, med 6 mm nederbörd.